# Karpoš (Skopje)
Karpoš (in macedone Карпош?) è uno dei dieci comuni che compongono la città di Skopje. La sua popolazione è di 59 666 abitanti (dati 2002). Prende il nome da Petăr Karpoš.

## Geografia fisica
Il comune confina ad ovest con Saraj e Gorče Petrov, con Čučer-Sandevo a nord, con Butel a nord-est, con Čair, Centar e Kisela Voda ad est e con Sopište a sud.

## Società

### Evoluzione demografica
La popolazione è così suddivisa dal punto di vista etnico:
- Macedoni: 52 810
- Serbi: 2 184
- Albanesi: 1 952

## Località
Il comune è composto dalle seguenti località:
- Karpoš 1
- Karpoš 2
- Karpoš 3
- Karpoš 4
- Vlae 1
- Vlae 2
- Taftalidze
- Kozle
- Ždanec
- Trnodol
- Gorno Nerezi (villaggio)
- Dolno Nerezi (villaggio)
- Gorno Vodno (villaggio)
- Dolno Vodno (villaggio)
- Zlokukjani (villaggio)
- Bardovci (villaggio)